# Mesquita Árabe
A Mesquita Árabe (em turco: Arap Camii) é uma mesquita de Istambul que se no passado foi uma igreja católica dedicada a São Paulo e a São Domingos. Apesar da sua estrutura e função ter sido mudada durante o período otomano, ainda constituiu o melhor exemplo da arquitetura gótica em Constantinopla ainda existente.
O edifício se encontra no distrito de Beyoğlu, no bairro de Karaköy (antiga Gálata), na rua Galata Mahkemesi Sokak, próxima da margem norte do Corno de Ouro. Está rodeada de lojas de artesanato.
O edifício se encontra no distrito de Beyoğlu, no bairro de Karaköy (antiga Gálata), na rua Galata Mahkemesi Sokak, próxima da margem norte do Corno de Ouro. Está rodeada de lojas de artesanato.

## História

### Período bizantino
Durante o século VI, se construiu no mesmo lugar uma igreja bizantina, possivelmente dedicada a Santa Irene. Este edifício, apenas se conserva um muro. A tradição que afirma que o comandante do califa Omar II, Maslama ibne Abedal Maleque, que dominou Gálata durante sete anos, mandou construir uma mesquita neste lugar durante o cerco árabe a Constantinopla em 717-18, é geralmente considerada uma lenda.

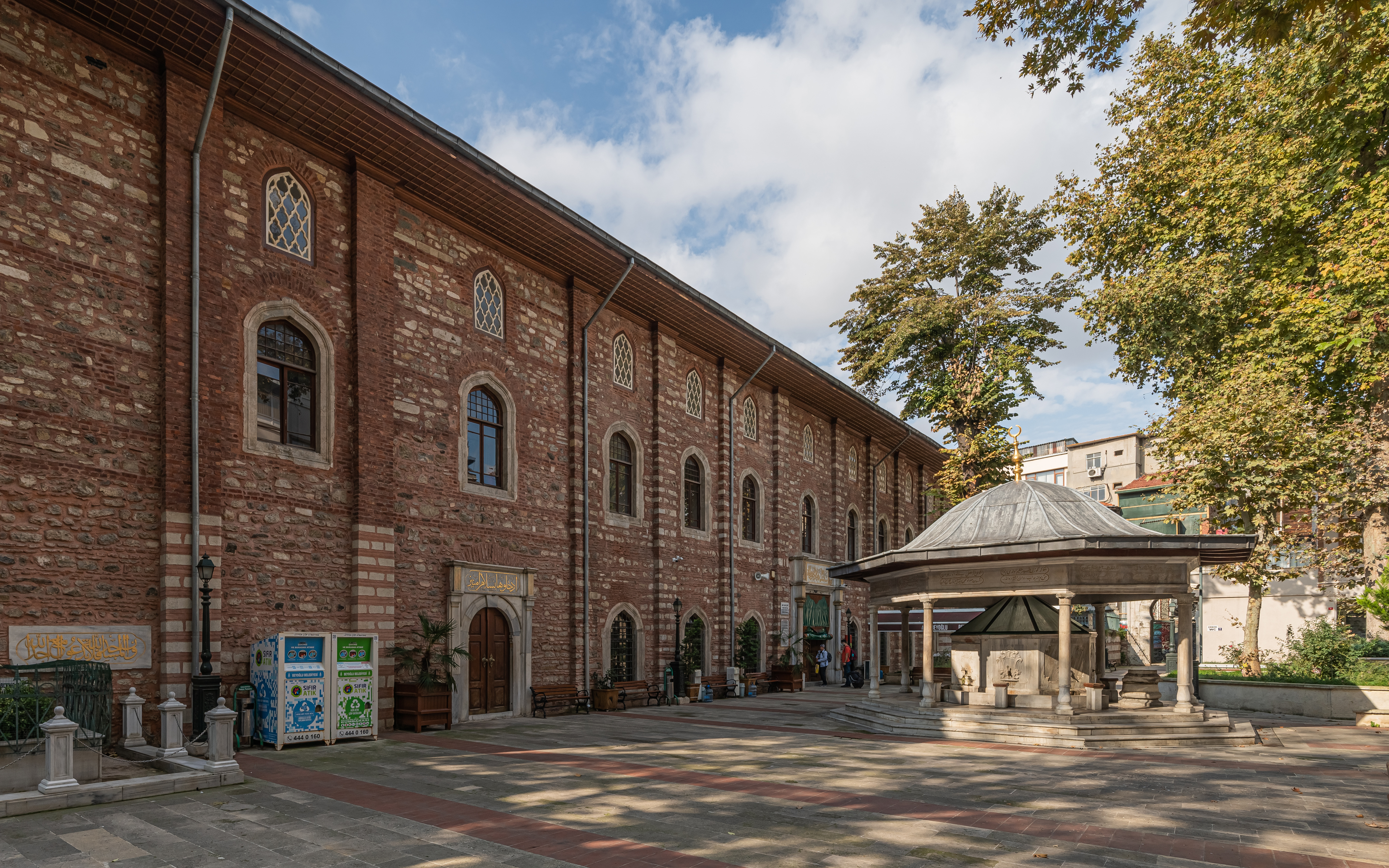

Em 1233, durante a dominação latina, depois da Quarta Cruzada, se substituiu a igreja por outra dedicada a São Paulo e se deu aos dominicanos. O edifício se devia abrir ao culto pouco antes de 1260, data que se encontrado em uma lápide da igreja.

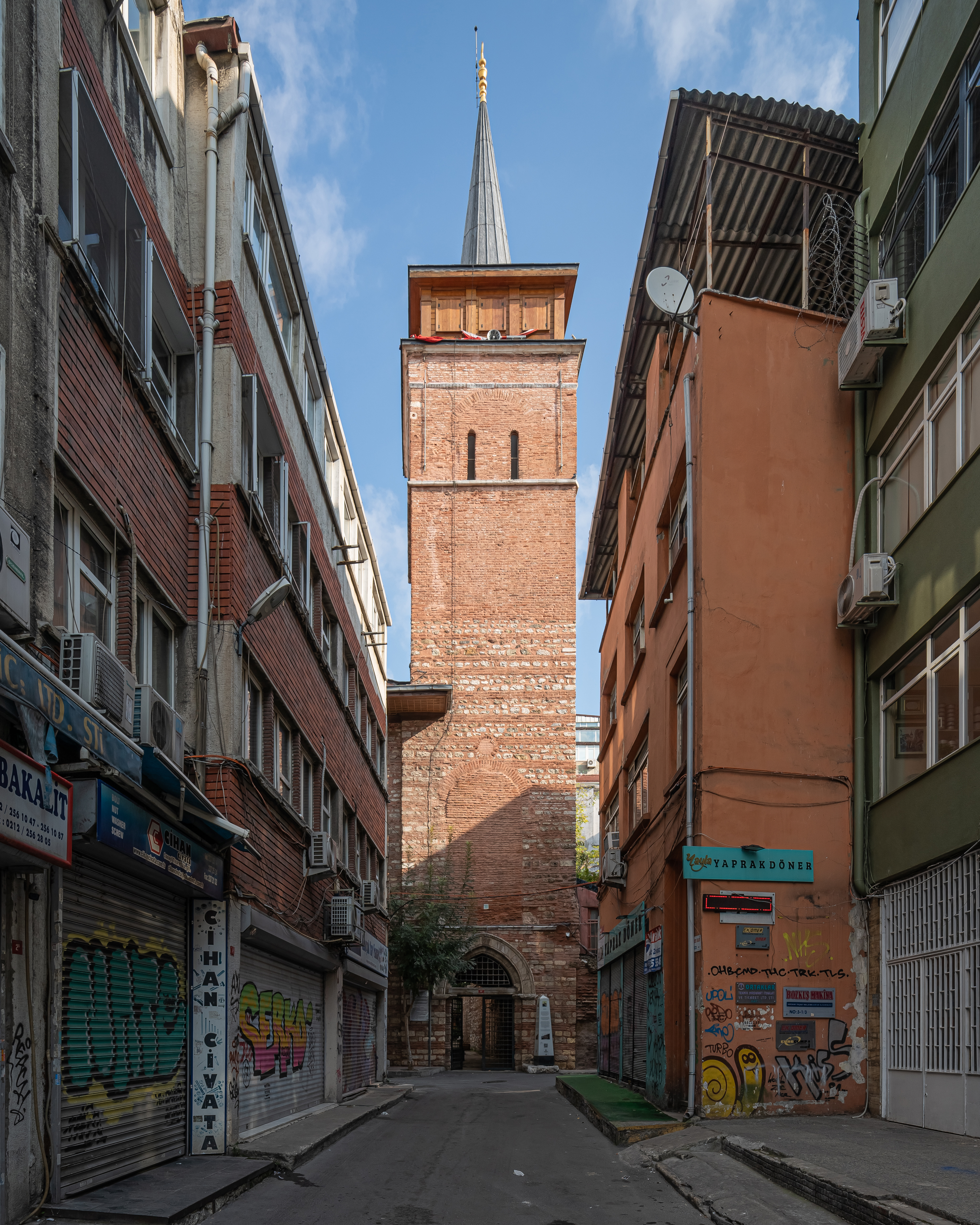

Em 1299, o dominicano Frei Guilherme Bernardo de Sévérac comprou uma casa próxima da igreja, onde abriu um mosteiro com 12 frades. Em 1307, o Imperador bizantino Andrónico II Paleólogo trasladou aos dominicanos de Constantinopla ao bairro dos genoveses de Gálata.
A igreja de São Paulo foi reconstruída em 1325. A partir de então, a igreja foi oficialmente consagrada a Santo Domingo, apesar dos viajantes e locais continuarem usando a antiga denominação. Em 1407, o papa Gregório XII, para garantir o mantimento da igreja, concedeu indulgências os visitantes do mosteiro de São Paulo.

### Período otomano
Depois da Queda de Constantinopla, de acordo com as capitulações do Império Otomano com a República de Gênova, a igreja, que então era conhecida pelos turcos com o nome de Mesa Domenico, permaneceu em mãos genovesas, ainda entre 1475 e 1478, foi transformada, com modificações menores, em uma mesquita por ordem do sultão otomano Maomé II, o Conquistador e passou a conhecer-se como Mesquita de Gálata ou Camikebir (Grande Mesquita). Os frailes foram trasladados ao monastério de São Pedro, em Gálata, em 1476, porém as telas do altar foram levadas a Gênova e os arquivos a Cafa .
A finais do século XV, Bajazeto II cedeu o edifício aos muçulmanos da Espanha que fugiram da Inquisição espanhola para Istambul, daí o nome atual: Mesquita Árabe. O sultão Maomé III, o Justo dispôs o edifício e, a finais do século XVII, se derrubaram as casas continuas a mesquita para evitar ruídos .
Depois do Grande Incêndio de Gálata de 1731, em 1734-35, a mãe de Mamude I, Salia Sultão renovou o edifício, mudando as janelas e o portal do estilo gótico para o otomano. Depois outro incêndio em 1808, a meados do século XIX, a filha de Mamude II, Adile Sultan, reformou de novo a mesquita e, em 1868, construiu uma sadirvã (fonte para lavar-se antes das orações) no pátio.
Entre 1913 e 1919, Giridli Haçane Bei restaurou de novo a igreja. Durante a substituição do piso de madeira, se descobriram várias lápides genovesas que se remontavam entre a primeira metade do século XIV e a metade do XV, que foram levada para o Museu Arqueológico de Istambul.

## Descrição
Construída segundo o modelo das igrejas italianas de ordens mendicantes desse período, conta com uma base retangular de três naves, com o extremo oriental quadrado e um santuário com abóbada de aresta.
O portal gótico, as janelas ogivais e o campanário (que se transformou em minarete ao levantar o telhado cônico) a distinguiam do resto das igrejas bizantinas da cidade. Além disso, a técnica utilizada na construção era local, alternando o ladrilho e o silhar .
A nave noroeste possivelmente esteve flanqueada por uma série de capelas, cada uma de elas pertencente a uma família nobre genovesa. Uma delas estava dedicada a Virgem Maria e outra a São Nicolau. O edifício se assemelha às igrejas de Chieri e Finale Ligure, na Itália.
O telhado e as galerias de madeira procedem da restauração de entre 1913 e 1919. Durante esse tempo, se reduziu a altura do edifício, porque se encontraram numerosas lápides genovesas. Também se descobriram restos de pinturas próxima do mirabe, ainda se cobriram de novo.
No corredor que se encontra sob o minarete, ainda se podem ver molduras e fragmentos de pedras com brasões de armas que antigamente estiveram na parede. No lado norte do edifício, há um grande pátio com um sadırvã.
Atualmente a Mesquita Árabe é a maior mesquita da parte de Gálata do Corno de Ouro. É uma das mais interessantes da cidade, devido a seu estilo gótico italiano e ao campanário da antiga igreja, que se manteve quase sem mudanças depois de convertido em minarete.